# Associação de Mães e Amigos de Crianças e Adolescentes em Risco
A Associação de Mães e Amigos de Crianças e Adolescentes em Risco (Amar) é uma organização não governamental brasileira sem fins lucrativos, fundada em 1998 por Conceição Paganele, para combater violações de direito no tratamento de menores infratores durante a aplicação de medidas socioeducativas na Fundação Casa, antiga FEBEM.
Sua missão é prestar amparo para os familiares de menores que são internados em instituições de medidas socioeducativas, como a Fundação Casa. A associação já chegou a 11 cidades, desenvolvendo trabalhos junto ao Ministério da Justiça no Distrito Federal.
Em 2008, em parceria com a UNICEF, após 3 meses de pesquisas de campo, lança a cartilha Em Defesa do Adolescente – Protagonismo das famílias da defesa dos direitos dos adolescentes em cumprimento de medidas socioeducativas, cujo objetivo é trazer esclarecimento para as famílias em relação ao direito dos menores, segundo o Estatuto da Criança e do Adolescente, o ECA.

## História
Ao ver seu filho preso por roubo para comprar drogas, a fundadora Conceição Pangele esperava que dentro da FEBEM ele teria o apoio necessário para se reabilitar e reingressar a sociedade. Porém se deparou com um cenário diferente. Com denúncias de violação dos direitos básicos do Adolescente e da Criança, Conceição buscou ajuda das autoridades, mas não obteve resposta. Desta maneira, ao se juntar com outras mães que tiham filhos na mesma situação, é criada a AMAR.

## Funcionamento e Atividades
A AMAR tem como missão fazer com que os familiares participem dos processo socioeducativo dos jovens para que possam ajudá-los no regresso a sociedade. Para isso a associação oferece apoio e acesso a informação, com atendimento psicológico e jurídico. Além disso oferece oficinas de reforço escolar.

## Prêmios
Por seu trabalho filantrópico, a AMAR recebeu diversos prêmios:
• 2001 - Prêmio Nacional de Direitos Humanos;
• 2003 - IX Prêmio, Categoria Ações Afirmativas, Universidade de Estado do Rio de Janeiro - UERJ Premiou Maria da Conceição Andrade Paganele Santos.